# Engels voetbalelftal onder 17 (mannen)
Het Engels voetbalelftal voor mannen onder 17 is een voetbalelftal voor spelers onder de 17 jaar dat Engeland vertegenwoordigt op internationale toernooien. Het elftal speelt onder andere wedstrijden voor het Europees kampioenschap voetbal onder 17.

## Prestaties op internationale toernooien

### Europees kampioenschap
| Europees kampioenschap voetbal mannen onder 17 | Europees kampioenschap voetbal mannen onder 17 | Europees kampioenschap voetbal mannen onder 17 | Europees kampioenschap voetbal mannen onder 17 | Europees kampioenschap voetbal mannen onder 17 | Europees kampioenschap voetbal mannen onder 17 | Europees kampioenschap voetbal mannen onder 17 | Europees kampioenschap voetbal mannen onder 17 | Europees kampioenschap voetbal mannen onder 17 | Europees kampioenschap voetbal mannen onder 17 |
| Jaar                                           | Ronde                                          | Wed.                                           | W                                              | G                                              | V                                              | DV                                             | DT                                             | KW                                             |                                                |
| ---------------------------------------------- | ---------------------------------------------- | ---------------------------------------------- | ---------------------------------------------- | ---------------------------------------------- | ---------------------------------------------- | ---------------------------------------------- | ---------------------------------------------- | ---------------------------------------------- | ---------------------------------------------- |
| Toernooi was daarvoor EK onder 16.             |                                                |                                                |                                                |                                                |                                                |                                                |                                                |                                                |                                                |
| 2002                                           | Derde                                          | 6                                              | 4                                              | 1                                              | 1                                              | 10                                             | 6                                              | kwalificatie                                   |                                                |
| 2003                                           | Vierde                                         | 5                                              | 1                                              | 3                                              | 1                                              | 6                                              | 6                                              | kwalificatie                                   |                                                |
| 2004                                           | Vierde                                         | 5                                              | 3                                              | 1                                              | 1                                              | 11                                             | 7                                              | kwalificatie                                   |                                                |
| 2005                                           | Groepsfase                                     | 3                                              | 1                                              | 0                                              | 2                                              | 6                                              | 3                                              | kwalificatie                                   |                                                |
| 2006                                           | Niet gekwalificeerd                            | Niet gekwalificeerd                            | Niet gekwalificeerd                            | Niet gekwalificeerd                            | Niet gekwalificeerd                            | Niet gekwalificeerd                            | Niet gekwalificeerd                            | kwalificatie                                   |                                                |
| 2007                                           | Tweede                                         | 5                                              | 3                                              | 1                                              | 1                                              | 8                                              | 4                                              | kwalificatie                                   |                                                |
| 2008                                           | Niet gekwalificeerd                            | Niet gekwalificeerd                            | Niet gekwalificeerd                            | Niet gekwalificeerd                            | Niet gekwalificeerd                            | Niet gekwalificeerd                            | Niet gekwalificeerd                            | kwalificatie                                   |                                                |
| 2009                                           | Groepsfase                                     | 3                                              | 0                                              | 1                                              | 2                                              | 1                                              | 6                                              | kwalificatie                                   |                                                |
| 2010                                           | Kampioen                                       | 5                                              | 5                                              | 0                                              | 0                                              | 10                                             | 4                                              | kwalificatie                                   |                                                |
| 2011                                           | Halve finale                                   | 4                                              | 1                                              | 1                                              | 2                                              | 5                                              | 5                                              | kwalificatie                                   |                                                |
| 2012                                           | Niet gekwalificeerd                            | Niet gekwalificeerd                            | Niet gekwalificeerd                            | Niet gekwalificeerd                            | Niet gekwalificeerd                            | Niet gekwalificeerd                            | Niet gekwalificeerd                            | kwalificatie                                   |                                                |
| 2013                                           | Niet gekwalificeerd                            | Niet gekwalificeerd                            | Niet gekwalificeerd                            | Niet gekwalificeerd                            | Niet gekwalificeerd                            | Niet gekwalificeerd                            | Niet gekwalificeerd                            | kwalificatie                                   |                                                |
| 2014                                           | Kampioen                                       | 5                                              | 4                                              | 0                                              | 1                                              | 10                                             | 4                                              | kwalificatie                                   |                                                |
| 2015                                           | Kwartfinale                                    | 4                                              | 2                                              | 1                                              | 1                                              | 3                                              | 2                                              | kwalificatie                                   |                                                |
| 2016                                           | Kwartfinale                                    | 4                                              | 2                                              | 0                                              | 2                                              | 6                                              | 4                                              | kwalificatie                                   |                                                |
| 2017                                           | Tweede                                         | 6                                              | 5                                              | 0                                              | 1                                              | 15                                             | 4                                              | kwalificatie                                   |                                                |
| 2018                                           | Halve finale                                   | 5                                              | 3                                              | 0                                              | 2                                              | 6                                              | 3                                              | kwalificatie                                   |                                                |
| 2019                                           | Groepsfase                                     | 3                                              | 1                                              | 1                                              | 1                                              | 6                                              | 7                                              | kwalificatie                                   |                                                |
| 2022                                           | Niet gekwalificeerd                            | Niet gekwalificeerd                            | Niet gekwalificeerd                            | Niet gekwalificeerd                            | Niet gekwalificeerd                            | Niet gekwalificeerd                            | Niet gekwalificeerd                            | kwalificatie                                   |                                                |
| 2023                                           | Kwartfinale                                    | 5                                              | 3                                              | 1                                              | 1                                              | 9                                              | 4                                              | kwalificatie                                   |                                                |
| 2024                                           | Kwartfinale                                    | 4                                              | 2                                              | 0                                              | 2                                              | 9                                              | 6                                              | kwalificatie                                   |                                                |

### Wereldkampioenschap
| Wereldkampioenschap voetbal onder 17 overzicht | Wereldkampioenschap voetbal onder 17 overzicht | Wereldkampioenschap voetbal onder 17 overzicht | Wereldkampioenschap voetbal onder 17 overzicht | Wereldkampioenschap voetbal onder 17 overzicht | Wereldkampioenschap voetbal onder 17 overzicht | Wereldkampioenschap voetbal onder 17 overzicht | Wereldkampioenschap voetbal onder 17 overzicht |
| Jaar                                           | Ronde                                          | Wed.                                           | W                                              | G                                              | V                                              | DV                                             | DT                                             |
| ---------------------------------------------- | ---------------------------------------------- | ---------------------------------------------- | ---------------------------------------------- | ---------------------------------------------- | ---------------------------------------------- | ---------------------------------------------- | ---------------------------------------------- |
| Toernooi was daarvoor WK onder 16.             |                                                |                                                |                                                |                                                |                                                |                                                |                                                |
| 1991–2005                                      | Niet gekwalificeerd                            | Niet gekwalificeerd                            | Niet gekwalificeerd                            | Niet gekwalificeerd                            | Niet gekwalificeerd                            | Niet gekwalificeerd                            | Niet gekwalificeerd                            |
| 2007                                           | Kwartfinale                                    | 5                                              | 3                                              | 1                                              | 1                                              | 12                                             | 7                                              |
| 2009                                           | Niet gekwalificeerd                            | Niet gekwalificeerd                            | Niet gekwalificeerd                            | Niet gekwalificeerd                            | Niet gekwalificeerd                            | Niet gekwalificeerd                            | Niet gekwalificeerd                            |
| 2011                                           | Kwartfinale                                    | 5                                              | 2                                              | 2                                              | 1                                              | 8                                              | 9                                              |
| 2013                                           | Niet gekwalificeerd                            | Niet gekwalificeerd                            | Niet gekwalificeerd                            | Niet gekwalificeerd                            | Niet gekwalificeerd                            | Niet gekwalificeerd                            | Niet gekwalificeerd                            |
| 2015                                           | Groepsfase                                     | 3                                              | 0                                              | 2                                              | 1                                              | 1                                              | 2                                              |
| 2017                                           | Kampioen                                       | 7                                              | 6                                              | 1                                              | 0                                              | 23                                             | 6                                              |
| 2019                                           | Niet gekwalificeerd                            | Niet gekwalificeerd                            | Niet gekwalificeerd                            | Niet gekwalificeerd                            | Niet gekwalificeerd                            | Niet gekwalificeerd                            | Niet gekwalificeerd                            |
| 2023                                           | Achtste finale                                 | 4                                              | 2                                              | 0                                              | 2                                              | 14                                             | 5                                              |